# فرودگاه شانلی‌اورفه
فرودگاه شانلی‌اورفه (به انگلیسی: Şanlıurfa Airport) یک فرودگاه همگانی با کد یاتا GNY است که یک باند فرود آسفالت دارد و طول باند آن ۲۱۶۵ متر است. این فرودگاه در شهر شانلی‌اورفه کشور ترکیه قرار دارد و در ارتفاع ۴۵۲ متری از سطح دریا واقع شده است.

## شرکت‌های هواپیمایی و مقصدهای پروازی
| شرکت‌های هواپیمایی | مقصدهای پروازی |
| ----------------- | -------------- |
| یورو وینگز        | فصلی: دوسلدورف |
| ترکیش ایرلاینز    | آتاترک         |